# Вернофф, Криста
Криста Вернофф (англ. Krista Vernoff) — американский телевизионный сценарист, продюсер и театральный драматург.
Вернофф добилась наибольшего успеха в качестве одного из основных сценаристов и продюсеров длительного телесериала «Анатомия страсти», где она работала с 2005 по 2011 год. В 2006 году Вернофф была номинирована на премию «Эмми» за лучший сценарий в драматическом сериале за свою работу в шоу, а также как продюсер ещё дважды выдвигалась на «Эмми». В 2006 году она получила награду Гильдии сценаристов США.
С 2000 по 2004 год Вернофф была регулярным сценаристом и продюсером сериала «Зачарованные», а в 2009—2012 годах работала над сериалом «Частная практика». Также Криста Вернофф работала в ряде других телевизионных шоу начиная с конца девяностых.